# Цілинна сільська рада (Крим)
Ціли́нна сільська́ ра́да — адміністративно-територіальна одиниця та орган місцевого самоврядування у Джанкойському районі Автономної Республіки Крим. Адміністративний центр — село Цілинне.

## Загальні відомості
- Населення ради: 1 918 осіб (станом на 2001 рік)

## Населені пункти
Сільській раді підпорядковані населені пункти:
- с. Цілинне
- с. Колоски
- с. Томашівка

## Склад ради
Рада складається з 16 депутатів та голови.
- Голова ради: Попова Олександра Арсеніївна
- Секретар ради: Яценко Алла Олександрівна

### Керівний склад попередніх скликань
| Прізвище, ім'я, по батькові  | Основні відомості                                                         | Дата обрання | Дата звільнення |
| ---------------------------- | ------------------------------------------------------------------------- | ------------ | --------------- |
| Попова Олександра Арсеніївна | Сільський голова, 1949 року народження, освіта вища, позапартійна         | 26.03.2006   | 31.10.2010      |
| Попова Олександра Арсеніївна | Сільський голова, 1949 року народження, освіта вища, член Партії регіонів | 31.10.2010   |                 |

Примітка: таблиця складена за даними сайту Верховної Ради України

### Депутати
За результатами місцевих виборів 2010 року депутатами ради стали:

#### За суб'єктами висування
| Суб'єкт висування                 | Кількість обраних депутатів | %    |
| --------------------------------- | --------------------------- | ---- |
| Партія регіонів                   | 14                          | 87,5 |
| Політична партія «Руська Єдність» | 1                           | 6,3  |
| Самовисування                     | 1                           | 6,3  |

#### За округами
| № округу                          | Прізвище, ім'я, по батькові       | Дата визнання обраним | Освіта             | Партійна приналежність | Відомості про обраного депутата                                        |
| --------------------------------- | --------------------------------- | --------------------- | ------------------ | ---------------------- | ---------------------------------------------------------------------- |
| Партія регіонів                   |                                   |                       |                    |                        |                                                                        |
| 2                                 | Поліщук Сергій Юрійович           | 04.11.2010            | середня спеціальна | член Партії регіонів   | Джанкойське управління водного господарства, технік-гідротехнік ДУВГ   |
| 3                                 | Попова Лідія Михайлівна           | 04.11.2010            | середня спеціальна | член Партії регіонів   | Цілиннівська лікарська амбулаторія, медична сестра                     |
| 4                                 | Тарасенко Тетяна Іванівна         | 04.11.2010            | вища               | член Партії регіонів   | Цілиннівський навчально-виховний комплекс, практичний психолог         |
| 5                                 | Ліщенко Людмила Леонідівна        | 04.11.2010            | середня спеціальна | позапартійна           | Цілинна сільська рада, інспектор                                       |
| 6                                 | Сейтбулаєва Людмила Миколаївна    | 04.11.2010            | середня спеціальна | позапартійна           | ТОВ «Лобаново Агро», менеджер з оформлення документів                  |
| 7                                 | Албурієв Албурі Магомедович       | 04.11.2010            | вища               | позапартійний          | Цілинна сільська рада, землевпорядник                                  |
| 8                                 | Яценко Алла Олександрівна         | 04.11.2010            | середня спеціальна | член Партії регіонів   | Цілинна сільська рада, секретар                                        |
| 9                                 | Колесников Вячеслав Володимирович | 04.11.2010            | вища               | позапартійний          | Державна екологічна інспекція Північно-Кримського регіону, інспектор   |
| 10                                | Ладигіна Марія Михайлівна         | 04.11.2010            | вища               | член Партії регіонів   | Цілиннівський навчально-виховательний комплекс, директор               |
| 11                                | Павловський Сергій Васильович     | 04.11.2010            | середня            | позапартійний          | тимчасово не працює                                                    |
| 13                                | Пилипчук Віктор Миколайович       | 04.11.2010            | середня            | позапартійний          | тимчасово не працює                                                    |
| 14                                | Бежевець Володимир Миколайович    | 04.11.2010            | середня            | позапартійний          | пенсіонер                                                              |
| 15                                | Пушной Вячеслав Іванович          | 04.11.2010            | середня спеціальна | член Партії регіонів   | Джанкойське управління водного господарства, машиніст насосних станцій |
| 16                                | Чмух Наталя Віталіївна            | 04.11.2010            | середня спеціальна | позапартійна           | Цілиннівський дошкільний навчальний заклад, вихователь                 |
| Політична партія «Руська Єдність» |                                   |                       |                    |                        |                                                                        |
| 1                                 | Чобану Ніна Сергіївна             | 04.11.2010            | середня            | позапартійна           | Цілинна сільська рада, інспектор                                       |
| Самовисування                     |                                   |                       |                    |                        |                                                                        |
| 12                                | Некульча Микола Юхимович          | 04.11.2010            | середня            | позапартійний          | приватний підприємець                                                  |